# Aeneas i Cartago
Aeneas i Cartago eller Dido och Aeneas (Aeneas in Carthago of Dido en Aeneas) VB 23 is een lyrische tragedie in vijf bedrijven en een proloog van Joseph Martin Kraus op een libretto van Johan Henrik Kellgren, gecomponeerd van 1781 tot 1791.
Het libretto was ontworpen door Gustaf III, koning van Zweden, naar de tragedie Didon van Jean-Jacques Le Franc Marquis de Pompignan, die op haar beurt gebaseerd was op de Aeneis van Vergilius. 
De première (in een Duitse vertaling van Ute Becker en Jens Schroth) vond plaats op 2 juli 2006 in Stuttgart in de Staatsoper.

## Rolverdeling

### Mensen
- Aeneas, prins van Troje - tenor
- Dido, koningin van Carthago - sopraan
- Jarbas, koning van de Numidiërs - tenor
- Clelie, vertrouwelinge van Dido - sopraan
- Barcé, vertrouwelinge van Dido - sopraan
- Narbal, hogepriester van Carthago - bas
- Priester van Carthago - bas
- Siché, voormalig echtgenoot van Dido
- Achates, vertrouweling van Aeneas - tenor
- Een bode

### Goden
- Venus, godin van de liefde - sopraan
- Juno, oppergodin - sopraan
- Jupiter, oppergod - bas
- Aeolus, god van de winden - bas
- Neptunus, god van de zee - bas
- Iris, bode van de goden - sopraan
- De eer - sopraan
- Diana, godin van de jacht
- Minerva, godin van het recht
- Mars, god van de oorlog

## Synopsis

### Voorgeschiedenis van het verhaal
Bij de verwoesting van Troje door de Grieken lukte het de prins Aeneas om uit de brandende stad te vluchten. Hij gaat met de Trojaanse vloot op de Middellandse Zee op zoek naar de kust van Italië, waar, zo werd gezegd, hij Rome zou stichten. Juno, die in de Trojaanse Oorlog aan de kant van de Grieken stond, wil dit met alle macht verhinderen. Aan de kant van de Trojanen staat Venus, Aeneas' moeder, die haar zoon onsterfelijk wil maken als stichter van Rome. Dido en Aeneas hebben elkaar eerder ontmoet in Tyrus en zijn toen verliefd op elkaar geworden. Dido was echter aan Siché beloofd. In de tussentijd is Siché door Dido's broer Pygmalion vermoord en moest ze vluchten uit Tyrus. Aan de noordkust van Afrika stichtte ze Carthago.

### Proloog
Aeolus houdt de winden op een rots gevangen, die een storm willen veroorzaken over de Middellandse Zee. Juno weet Aeolus te overtuigen de winden hun zin te geven: ze zal Aeneas en zijn vloot door de storm verwoesten om zo hun vlucht uit Troje te bestraffen. Aeolus laat de winden gaan en de Trojaanse vloot dreigt in de storm om te komen. Neptunus grijpt echter in, dwingt de winden tot bedaren en redt de Trojanen. Aeneas en zijn mannen stranden aan de kust van Carthago. Hij roept zijn moeder om hulp; zij verschijnt en belooft hem dat hij in de stad bij Dido onderdak zal vinden. Ze waarschuwt hem voor Juno's haat.

### Eerste bedrijf
Clelie en Barcé proberen Dido op te vrolijken. Als koningin van Carthago is ze omgeven door vrijers van hoge rang en heeft alle mogelijkheid om liefde en macht in een huwelijk te combineren. Ze wil niets van een huwelijk weten omdat ze nog altijd van Aeneas houdt. Deze dag zal ze een tempel ter ere van Juno inwijden. Op het moment dat de inwoners van Carthago Dido een hulde brengen, komt een bode met de mededeling dat een vreemd volk aan de kust is geland. Dido besluit de Trojanen toe te laten in de stad. Wanneer deze verschijnen, is Dido verrast Aeneas tussen de soldaten te herkennen. Ze raakt echter vertwijfeld door Aeneas' afstandelijke houding. Dido vraagt Aeneas deel te nemen aan de wijding van de Junotempel om zo de toorn van de godin te verzachten. De plechtigheden die door de hogepriester van Carthago zijn begonnen, worden ruw verstoord als Juno Aeneas' geste afwijst.

### Tweede bedrijf
Dido twijfelt of ze Aeneas haar ware gevoelens voor hem zal tonen. Aeneas en zijn leger nemen deel aan een jachtpartij, tijdens welke Dido en Aeneas zich terugtrekken in een grot. Juno is woedend dat Neptunus Aeneas heeft gered. Maar omdat ze Aeneas niet kan doden, wil ze hem ten minste proberen te verhinderen naar Italië te gaan. Aeneas moet door zijn liefde voor Dido zijn plicht vergeten. Want: als hij Rome sticht, zal ook Carthago ten onder gaan. Dido en Aeneas tonen hun gevoelens voor elkaar en Dido biedt Aeneas een nieuw vaderland in Carthago. Ze ziet een toekomst weggelegd voor hen beiden en hoopt dat Aeneas haar voor de Numidische koning Jarbas wil beschermen, die haar wil trouwen. Aeneas twijfelt. Plotseling verschijnt Siché, noemt Dido ontrouw en herinnert Aeneas aan zijn plicht en waarschuwt hem voor Juno's haat. De geest voorspelt Dido's nabije dood. Venus is boos, dat het Juno gelukt is om Aeneas' liefde voor Dido aan te wakkeren. Ze krijgen ruzie.

### Derde bedrijf
Aneas twijfelt over zijn lot. Clelie komt berichten dat de Numidische koning Jarbas een bode heeft gezonden om Dido een huwelijksaanzoek te doen. Dido's antwoord aan Jarbas hangt af van Aeneas' beslissing. Hij verkeert in een dilemma om zijn liefde voor Dido en zijn plicht, die hem van Carthago zal wegvoeren. Clelie weet hem over te halen Dido bij te staan tegen Jarbas. Deze komt verkleed als bode en vraagt om Dido's hand. Dido wijst hem af en zegt hem dat ze Aeneas zal trouwen. Jarbas roept zijn vader Jupiter aan en vervloekt Carthago. De inwoners van Carthago en de Trojaanse soldaten bereiden het huwelijk van Dido en Aeneas voor, die echter wordt onderbroken door tussenkomst van de goden. De eer verschijnt, om Aeneas aan zijn plicht te herinneren. Aeneas besluit het gebod van de goden te volgen en verlaat de slapende Dido. Als ze ontwaakt en ontdekt dat Aeneas verdwenen is zweert ze wraak.

### Vierde bedrijf
De Trojanen willen opbreken om naar Italië te vertrekken, maar Aeneas twijfelt weer. Hij krijgt grote ruzie met Dido, die niet gelooft dat hij de goden verplicht is verder te gaan en dreigt hem met haar dood. Aeneas is wanhopig, maar als Venus verschijnt en hem vertelt van zijn glorieuze toekomst als stichter van het Romeinse rijk is hij bereid zijn liefde voor Dido op te offeren. Clelie komt binnengerend en vertelt dat Jarbas met zijn Numidische leger voor de poorten van Carthago staat. Aeneas en zijn soldaten besluiten Carthago tegen hen te verdedigen.

### Vijfde bedrijf
De Trojanen vechten tegen de Numidiërs. Aeneas doodt Jarbas, maar weet zijn mannen over te halen de Numidiërs in leven te laten. Aeneas neemt afscheid van de inwoners van Carthago en vraagt de goden Dido te beschermen en verlaat de stad. Barcé weet te melden dat Dido een brandstapel heeft laten oprichten om de goden met een offer te danken voor de overwinning op Jarbas. Dido komt, maar vreest, omdat ze Aeneas niet ziet, om zijn leven. Wanneer Narbal vertelt dat Aeneas Jarbas heeft verslagen weet ze: hij heeft haar verlaten. Ze vervloekt hem en werpt zich op de brandstapel. Iris bericht de inwoners van Carthago dat hun koningin is opgenomen op de Olympus en Jupiter zegt haar zijn eeuwige bescherming toe.

## Achtergrond
De opdracht voor de opera Aeneas i Carthago eller Dido och Aeneas kreeg Kraus direct na de uitvoering van zijn opera Proserpin in 1782, waardoor hij werd benoemd tot vicekapelmeester aan het hof van Gustaf III. De Aeneas was bedoeld voor de inwijding van Gustafs nieuwe operagebouw in 1782, maar toen prima donna Caroline Müller, die de rol van Dido zou zingen, en haar echtgenoot, de concertmeester van het orkest, naar Denemarken vluchtten wegens schulden, werd het project afgeblazen. Het was Johann Gottlieb Naumanns opera Cora och Alonzo die nu de eer kreeg; Kraus zat als toeschouwer in de zaal. De volgende jaren heeft Kraus nog veel geschaafd aan zijn opera; van belang waren zijn indrukken van Niccolò Piccinni's opera Didon in Parijs, waarvan Kraus naar eigen zeggen vijftien uitvoeringen heeft gezien.
De Aeneas beleefde in zeer gereduceerde vorm een (soort van) 'première' in de Kungliga Operan op 18 november 1799, zo'n zeven jaar na Kraus' dood. Omdat de uitvoering van de Aeneas in Stuttgart de tot nog toe meest complete versie was - afgezien van zo'n vijftien geschrapte balletten omwille van de tijd, zo'n vierenhalf uur - wordt deze tegenwoordig als première beschouwd. Een complete versie (op het oorspronkelijke Zweedse libretto van Kellgren) wordt waarschijnlijk de komende twee jaar op cd uitgebracht.

## Muziekfragment
Eerste maten van de ouverture van de proloog.

## Overig

### Bezetting
Solisten: zeven sopranen, drie tenoren, zes bassen
Vierstemmig koor (SSAA/TTBB/SATB)
Orkest: 2 piccolo's, 2 fluiten, 2 hobo's, 2 Engelse hoorns, 2 klarinetten, 4 fagotten, 4 hoorns, 2 trompetten, pauken, slagwerk (kleine trom, triangel, grote trom, tamboerijn, bekkens), strijkers

### Edities (selectie)
- Overtura dell' Opera Enea in Cartagine del Sig' Giuseppe Kraus, fù Maestro di Capella di S.M. Il Re di Svezia, ricavata per due Cembali. Vienna, presso Giovanni Traeg [...] 1799. RISM K 1914.
- Ouverturen till Dido och Aeneas af Kraus. Lämpad till Pianoforte för fyra händer af Haeffner. Stockholm, Kongliga Priviligierade Not-Tryckeriet [1799]. RISM K 1913.
- Ouverturen zum Prolog c-moll und zur Oper Dido och Aeneas Es-dur (ed. W. Lebermann), Wiesbaden, Breitkopf & Härtel 1956.